# Eva Zlonitzky
Eva Zlonitzky (* 12. Mai 1931 als Eva Zlonicky in Karviná bei Mährisch-Ostrau, Tschechoslowakei) ist eine deutsche Schauspielerin.

## Leben und Wirken
Die Tochter eines mährischen Diplomingenieurs absolvierte bis zum Abitur das Realgymnasium, ehe sie sich an der Theaterschule Hertha Genzmer in Wiesbaden künstlerisch ausbilden ließ. 1953 vermittelte ihre Lehrerin sie an das Hessische Staatstheater Wiesbaden unter der künstlerischen Leitung von Detlof Krüger. In den kommenden zwei Spielzeiten sah man Eva Zlonitzky an der Seite renommierter Kollegen wie Klaus Schwarzkopf, Erwin Kohlund, Margrit Winter, Max Nemetz, Katharina Brauren und Günter Strack. Zu ihren dort gespielten Rollen zählen unter anderem die Friedensgöttin in Giraudoux’ Der trojanische Krieg findet nicht statt, die Amelia in Lorcas Bernarda Albas Haus und die Norah in O’Neills O Wildnis!. Ab 1955 setzte sie ihre Theaterarbeit an Bühnen in Tübingen, Konstanz und Braunschweig fort. Schließlich ließ sich die Künstlerin in Hamburg nieder.
Bereits zu Wiesbadener Zeiten holte man Eva Zlonitzky für zwei (1954 in Wiesbadener Ateliers entstandene) Kinofilme erstmals vor die Kamera. Später (seit 1963) sollte vor allem die Fernseharbeit Bedeutung in ihrer Karriere gewinnen. Eva Zlonitzky spielte seit Ende der 1960er Jahre in einer Reihe von überaus erfolgreichen Serien bzw. Mehrteiler durchgehende Rollen, darunter Die Unverbesserlichen, Tod eines Schülers, PS und Diese Drombuschs. Regie führte dort in der Regel ihr Ehemann Claus Peter Witt. In weiteren ZDF-Erfolgsserien wie Die Schwarzwaldklinik und Das Traumschiff übernahm sie Gastrollen.

## Filmografie (Auswahl)
Fernsehen, wenn nicht anders angegeben
- 1954: Rosen aus dem Süden (Kino)
- 1954: Die goldene Pest (Kino)
- 1963: Haben
- 1966: Hafenpolizei (Fernsehserie, Folge Sprung von der Brücke)
- 1968: Hafenkrankenhaus (Fernsehserie, 1 Folge)
- 1968: Cliff Dexter (eine Folge)
- 1969: Kapitän Harmsen (eine Folge)
- 1969: Nachrichten aus der Provinz
- 1969–1971: Die Unverbesserlichen als Elke
- 1972: Hoopers letzte Jagd (zwei Teile)
- 1973: Hamburg Transit (Fernsehserie, Folge Auflieger)
- 1973: Preussenkorso Nr. 17
- 1974: Eine geschiedene Frau (Miniserie, Folge 4)
- 1974/1975: PS (Mehrteiler)
- 1976: Oblomows Liebe
- 1977: Die Dämonen (Vierteiler)
- 1981: Tod eines Schülers (Sechsteiler)
- 1983: Kinder unseres Volkes
- 1984: Geschichten aus der Heimat (Fernsehserie, Folge Kohl und Pinkel)
- 1985–1988: Die Schwarzwaldklinik (Fernsehserie, zwei Folgen)
- 1986: Auf immer und ewig (Kino)
- 1988: Tatort – Spuk aus der Eiszeit
- 1993: Diese Drombuschs (Serie, 4 Folgen)
- 1997: Das Hochzeitsgeschenk
- 1998: girl friends – Freundschaft mit Herz (eine Folge)
- 2000: Die Rettungsflieger (eine Folge)
- 2001: Großstadtrevier (Fernsehserie, Folge Harte Schule)
- 2003: Hilfe, ich bin Millionär
- 2007: Notruf Hafenkante (Fernsehserie, Folge Herbststurm)